# Vicsodol vára
Vicsodol vára (horvátul: Utvrda Vučedol) egy középkori várhely Horvátországban, Vukovár-Szerém megyében, Vukovár város déli határában. 

## Fekvése
Vukovártól délkeletre, Vukovár és Szata között a vučedoli kultúra lelőhelye és a mai Vučedoli Kulturális Múzeum közelében állt.

## Története
Vicsodol települést már a 13. századtól említik az írásos források. Első említése 1244-ben „Villa Vichodol” alakban történt. 1477-ben már mezőváros a Garaiak birtokában, akik még 1383-ban kapták új adományként Mária királynőtől. A várat 1408-ban „Castrum Vichadal penes Danubium” alakban említik először. Bizonyosan a Garaiak építtették. 1432-ben „Castellum Vychodol” néven szerepel Zsigmond király oklevelében, mely a Garaiak birtokmegosztásáról rendelkezik.  1477-ben „Castrum Vychadal” néven találjuk Guthi Országh Mihály nádornak a Garaiak és a Szécsiek közötti pert követő egyezséget megerősítő oklevelében.  Ebben említik a Dunán levő malmait, Gyalom alatti halászatait, fakápolnáját, valamint Borizia, Tót, Vincze és Szabó vezetéknevű jobbágyait. Ezután többé már nem említik. Valószínűleg 1526-ban a török hódítás során pusztult el.